# Condado de Biała
Condado de Biała (em polonês/polaco: powiat bialski) é um condado da Polônia, localizado na voivodia de Lublin e criado em 1999. É o maior condado da voivodia (cobrindo 11% de sua área) e o terceiro maior da Polônia (depois de Białystok e Olsztyn). Sua sede é a cidade de Biała Podlaska.

## Administração
Sede do condado
- Biała Podlaska

Cidades
| - Międzyrzec Podlaski | - Terespol |
Comunas rurais
| - Biała Podlaska - Drelów - Janów Podlaski - Kodeń - Konstantynów | - Leśna Podlaska - Łomazy - Międzyrzec Podlaski - Piszczac - Rokitno | - Rossosz - Sławatycze - Sosnówka - Terespol - Tuczna | - Wisznice - Zalesie |
Existem 340 aldeias no condado, das quais 328 estão no estatuto de administrações de aldeia.

## Demografia
Conforme os dados do Escritório Central de Estatística da Polônia (GUS) de 31 de dezembro de 2021, o condado de Biała tinha 109 107 habitantes, uma área de 2 754 km² e uma densidade populacional de 40 hab./km².
| Descrição                         | Total      | Total     | Mulheres   | Mulheres  | Homens     | Homens    |
| --------------------------------- | ---------- | --------- | ---------- | --------- | ---------- | --------- |
| unidade                           | habitantes | %         | habitantes | %         | habitantes | %         |
| população                         | 109 107    | 100       | 54 772     | 50,2      | 54 335     | 49,8      |
| superfície                        | 2 754 km²  | 2 754 km² | 2 754 km²  | 2 754 km² | 2 754 km²  | 2 754 km² |
| densidade populacional (hab./km²) | 40         | 40        | 20,1       | 20,1      | 19,9       | 19,9      |

## Taxa de desemprego
Em 2021, o desemprego registrado no condado de Biała foi de 8,9% (9,8% entre as mulheres e 8,2% entre os homens). Isso é muito mais do que a taxa de desemprego registrada na voivodia de Lublin e muito mais do que a taxa de desemprego registrada em toda a Polônia.